# SDP Multimedia
SDP Multimedia (Streaming Download Project Multimedia) ist ein 2001 gegründetes Team von Programmierern, welches das (von Microsoft bis 2008 geheimgehaltene) MMS-Protokoll rekonstruierte und das kostenlose Closed-Source-Programm SDP Downloader entwickelte, mit dem via MMS-Protokoll empfangene Video- und Audio-Streams auf Datenträger gespeichert werden können.
Das dauerhafte Speichern von via MMS-Protokoll übertragenen Multimedia-Dateien ist normalerweise nicht möglich und seitens Medienprovider auch nicht erwünscht (Pay-per-View, Download-Abo).